# La Vie en jeu (téléfilm)
Pour le film italien de 1973, voir La Vie en jeu.
La Vie en jeu (The Choking Game) est un téléfilm américain réalisé par Lane Shefter Bishop, diffusé le 26 juillet 2014 sur Lifetime.

## Synopsis
Karyn est une jeune lycéenne. Bonne élève, elle est en terminale et s'apprête à choisir la Faculté de Chicago où elle se rendra avec Elena, sa meilleure amie. Elena, l'encourage à se laisser séduire par Ryder, dont elle est depuis longtemps amoureuse.
Elle n'y parvient pas, persuadée de ne pas pouvoir être à la hauteur.
Une élève tout juste arrivée se rapproche d'elle. Karyn change et s'éloigne de tout le monde. Elle gagne en assurance autant qu'en agressivité.
En fait, secrètement, les deux jeunes filles jouent à un jeu dangereux qui consiste à s'étrangler et perdre connaissance. 
L'une d'elles va aller trop loin ...

## Fiche technique
- Titre original : The Choking Game
- Réalisation : Lane Shefter Bishop
- Scénario : Jen Klein et Diana Lopez
- Photographie : Michael Marshall
- Musique : Shawn Pierce (en)
- Durée : 88 minutes
- Date de diffusion :
  -  France : 5 janvier 2015 sur TF1

## Distribution
- Freya Tingley (VF : Léopoldine Serre) : Karyn
- Alex Steele (VF : Ludivine Maffren) : Nina
- Ray Galletti (pt) (VF : Éric Marchal) : Will
- Beverly Ndukwu (VF : Charlotte Campana) : Elena
- Peri Gilpin (VF : Dominique Westberg) : Heidi
- Mitch Ainley (VF : Maxime Baudoin) : Ryder
- Ferron Guerreiro : Courtney
- Kristen Harris (VF : Eve Lorach) : Mademoiselle Moore

Sources et légende : Version française selon le carton de doublage français.

## Accueil
Le téléfilm a été vu par 1,07 million de téléspectateurs lors de sa première diffusion.